# Emiliano Zapata, Zongolica
Emiliano Zapata är en ort i Mexiko.   Den ligger i kommunen Zongolica och delstaten Veracruz, i den sydöstra delen av landet, 240 km öster om huvudstaden Mexico City. Emiliano Zapata ligger 1 261 meter över havet och antalet invånare är 501.
Terrängen runt Emiliano Zapata är varierad. Runt Emiliano Zapata är det ganska tätbefolkat, med 116 invånare per kvadratkilometer. Närmaste större samhälle är Córdoba, 15,0 km norr om Emiliano Zapata. I omgivningarna runt Emiliano Zapata växer huvudsakligen savannskog.